# 本·赫伯特
本·赫伯特（英語：Ben Hebert，1983年3月16日—），加拿大男子冰壶运动员。他曾代表加拿大获得2010年冬季奥运会冰壶比赛男子团体金牌。他也参加了2018年冬季奥运会。